# Петричі
Пе́тричі — село в Україні, у Золочівському районі Львівської області. Орган місцевого самоврядування — Красненська селищна рада. 
Населення становить 750 осіб. 
В селі є дерев'яна церква Різдва Пресвятої Богородиці (1882 р.).
Біля села є залізнична зупинка Петричі, розташована на лінії Львів-Здолбунів, на якій зупиняються приміські поїзди.

## Назва
Село Петричі спочатку називалося Підріччя, так як розташоване було під ріками Західний Буг і Золочівка. Згодом стало називатися Пітричі. Так село називалося до 1966 р., а пізніше в офіційних документах стало зватись «Петричі».

## Історія
Перша згадка про Петричі (лат. Pyethrcze, Pyetrcze) міститься у документі 1502 року, у якому тодішній власник села Михайло П'ясецький зобов'язувався віддати іншому шляхтичу Якову Белзецькому 12 флоринів до свята Різдва Христового, під чим підписалися четверо кметів з Петрич: Бенько (Byenko), Вашко (Vaszko), син Пилипців (filium Pylypczowey) і Янико (Ianyko).
У 1649 році селяни з Петрич Грицько та Іван Худоба заприсяглися, що «через спустошення села, спалення корчми, люди вимерли і в неволю забрані, не змогли податку більше заплатити, лише 30 злотих». Власником села у той час був Максиміліан П'ясецький, суддя Буської землі.
Село Петричі (Pitricze) зображене на карті України Гійома де Боплана 1650 року, при дорозі з Глинян до Олеська.
У 1708 році Петричі мали власну парафію, яка належала до Білокам'янського намісництва (пізніше деканату), тут була церква Різдва Пресвятої Богородиці.
Село позначене на мапах фон Міґа 1779–1783 рр.
Август Бельовський записав у своєму «Подорожньому журналі» з 1838 року наступний уривок про Петричі:
|  | Власник села очистив став кілька років перед цим. Було знайдено багато паль і прогнилих матеріалів посередині ставу. Питав людей що то було. Казали старші, що посеред боліт і ставів стояли невисокі хатини, вкриті очеретом. З берега неможливо було їх побачити. Там, по кладках, які за собою забирали, утікали люди з рухомим майном перед набігами татар. Батько власника пам'ятав, як за його молодості глухою осінню коні день і ніч стояли осідлані, а хлопці озброєні. Швидко замерзлі річки і болота означали неминучий напад. |

Станом на 1880 рік у Петричах було 1227 мешканці (63 належали до фільварку), з них 544 римо-католики, 635 греко-католиків та 48 юдеїв; 125 селян вміли читати. Римо-католицька парафія знаходилась в Бужку, греко-католицька — в самому селі, до якої також відносився сусідній Острівчик, належала до Олеського деканату. Тоді у Петричах згадується також щойно збудована церква Різдва Пресвятої Богородиці та однокласова етатова школа (діяла з 1859 р.) з польською та руською (українською) мовами викладання. Мешканці займалися переважно землеробством, а деякі також шевством, ткацтвом, стельмаством, боднарством і ковальством. Також тут існувала гуральня та млин на три камені. На західній околиці села посеред полів знаходились дві могили, і повідомлялося, що у більшій поховані полеглі воїни, а у меншій — сім старійшин (сенаторів). Вважалося, що ці могили походять з часів міжусобних війн руських князів Давида та Святополка.

## Населення

### Мова
Розподіл населення за рідною мовою за даними перепису 2001 року:
| Мова       | Кількість | Відсоток |
| ---------- | --------- | -------- |
| українська | 776       | 99.87%   |
| російська  | 1         | 0.13%    |
| Усього     | 777       | 100%     |